# Eucera cinnamomea
Eucera cinnamomea är en biart som beskrevs av Johann Dietrich Alfken 1935. Den ingår i släktet långhornsbin och familjen långtungebin. Inga underarter finns listade i Catalogue of Life.